# Gorges de Twingi
Les gorges de Twingi (Twingischlucht en Allemand) sont des gorges situées entre les communes de Binn, Grengiols et Ernen, le long de la Binna, dans le canton du Valais, en Suisse.

## Géographie

### Situation
Les gorges, longues de 2 200 mètres, se situent dans le Sud-Est du canton du Valais, à une altitude variant de 2 172 à 1 274 mètres, sur une superficie de 1,332 km2.

### Géologie
Les gorges sont constituées de calcaire du Pennsylvanien, de schiste de l'Helvétien et de dépôts morainiques du Quaternaire.

## Activités

### Randonnée
Le chemin de la Gäh Tod longe les gorges de Grengiols jusqu'à Binn,,,.